# Saldati
Saldati è il primo singolo estratto dal quarto album di Dente, Io tra di noi, pubblicato nel 2011. Il singolo, terza traccia dell'album, è stato reso pubblico il 20 settembre, anticipando l'uscita dell'album, avvenuta l'11 ottobre.

## Il brano
Il titolo di Saldati e la frase presente nel testo "come a primavera sugli alberi le foglie" sono dei giochi di parole che si riferiscono al componimento poetico Soldati di Giuseppe Ungaretti.

## Il video
In contemporanea con l'uscita del disco, l'11 ottobre 2011, è stato diffuso in esclusiva sul sito Wired.it il video del primo singolo Saldati, diretto da Dandaddy. Inizialmente il video "consisteva in una serie di piani sequenza identici girati in luoghi diversi, da montare successivamente" ma la versione definitiva riprende questa idea solo nel finale, lasciando solo il primo piano sequenza.

## Tracce
Testi e musiche di Dente.
1. Saldati – 3:11

## Formazione
- Dente - voce, chitarre
- Andrea Cipelli - pianoforte
- Gianluca Gambini - batteria
- Nicola Faimali - basso
- Massimo Martellotta - dulcitone
- Rodrigo D'Erasmo - violini
- Daniela Savoldi - violoncello
- Enrico Gabrielli - sax contralto, flauto
- Raffaele Köhler - tromba
- Luciano Macchia - trombone
- Domenico Mamone - sax baritono